# 2-га Червонопрапорна армія (СРСР)
2-га Червонопра́порна а́рмія (2 ЧА) — загальновійськова армія у складі Збройних сил СРСР з липня 1938 по грудень 1945 року.

## Історія

### Перше формування
Сформована в липні 1938 року у складі Червонопрапорного Далекосхідного фронту як 2-га армія. У вересні 1938 року після розформування Червонопрапорного Далекосхідного фронту перетворена на 2-гу окрему Червонопрапорну армію з безпосередним підпорядкуванням наркомові оборони. У липні 1940 в зв'язку з відновленням Далекосхідного фронту увійшла до його складу як 2-га Червонопрапорна армія. До серпня 1945 виконувала завдання по обороні далекосхідних кордонів СРСР, вела велику роботу з підготовки резервів для Діючої армії.
До 9 серпня 1945 до складу армії входили 3-тя, 12-та, 396-та стрілецькі дивізії і низка частин.
Під час радянсько-японської війни у складі 2-го Далекосхідного фронту брала участь в Сунгарійській операції 1945.
10 серпня 1945 передові загони армії у взаємодії із Зєє-Бурейською бригадою річкових кораблів форсували річки Амур і Уссурі в районах Благовєщенська, Константіновки і Пояркове і захопили плацдарми.
11 серпня головні сили армії перейшли в наступ на двох напрямах: на Ціцікар і на Бейаньчжень (Бейань) і до кінця дня опанували містами Сахалян (Хейхе), Суньхе. Розвиваючи наступ, армія протягом 15-18 серпня оволоділа Суньуським УР та містом Суньу, де полонила 20-тисячний японський гарнізон. 19 серпня війська армії вступили в Лунчжень, 20 серпня — в Бейаньчжень, 21 серпня досягли Ціцікар, 22 серпня оволоділи Мергень (Нуньцзянь).
1 жовтня 1945 армія включена до складу Забайкальсько-Амурського військового округу.
У грудні 1945 розформована.

#### Командування
- Командувач:
- генерал-лейтенант танкових військ Терьохін М. Ф. (квітень 1941 — грудень 1945).

Члени військової ради:
- дивізійний комісар Шабалін Н. І. (червень 1940 — лютий 1942);
- бригадний комісар, з грудня 1942 генерал-майор Начинкин Н. А. (лютий 1942 — до кінця радянсько-японської війни).

Начальники штабів:
- генерал-майор Коритников П. К. (липень 1940 — серпень 1941);
- генерал-майор Анісимов Н. П. (серпень 1941 — серпень 1942);
- полковник, з лютого 1943 генерал-майор Вавілов М. А. (листопад 1942 — вересень 1943);
- генерал-майор Можаєв С. Ф. (вересень 1943 — до кінця радянсько-японської війни).